# Morgan Cyril Morgan
Morgan Cyril Morgan, britanski general, * 1891, † 1960.